# Tennistoernooi van Dubai 2013
Het tennistoernooi van Dubai van 2013 werd van 18 februari tot en met 2 maart 2013 gespeeld op de hardcourt-buitenbanen van het Aviation Club Tennis Centre in Dubai, de hoofdstad van het gelijknamige emiraat in de Verenigde Arabische Emiraten. De officiële naam van het toernooi was Duty Free Tennis Championships.
Het toernooi bestond uit twee delen:
- WTA-toernooi van Dubai 2013, het toernooi voor de vrouwen, van 18 tot en met 23 februari 2013
- ATP-toernooi van Dubai 2013, het toernooi voor de mannen, van 25 februari tot en met 2 maart 2013

ATP-toernooi van Dubai – WTA-toernooi van Dubai

2001 · 2002 · 2003 · 2004 · 2005 · 2006 · 2007 · 2008 · 2009 · 2010 · 2011 · 2012 · 2013 · 2014 · 2015 · 2016 · 2017 · 2018 · 2019 · 2020 · 2021 · 2022 · 2023 · 2024 · 2025